# 구정초등학교 오상분교
구정초등학교 오상분교는 대한민국 충청북도 진천군 초평면 은암리 290-1에 있었던 공립 초등학교이다.

## 연혁
- 1966년 10월 31일 구정국민학교 양화분교장으로 인가
- 1968년 8월 30일 오상국민학교로 승격
- 1969년 3월 1일 오상국민학교 개교
- 1992년 2월 18일 제23회 졸업식
- 1992년 3월 1일 구정국민학교 오상분교장 편입
- 2002년 3월 1일 구정초등학교에 통합